# 清华大学玉泉医院
清华大学玉泉医院（清华大学中西医结合医院），位于北京市石景山区石景山路5号，是清华大学的附属医院，为三级甲等医院。

## 简介
该院1976年经国务院、中央军委批准开始筹建，此后一度缓建。1983年12月28日，电子工业部四〇二医院（后更名为“北京玉泉医院”，1993年因机械电子分立而改回“电子工业部四〇二医院”原名）正式开院，是一所向社会开放的综合性医院，所在地原为元代灵福寺遗址（亦是北京地铁一期工程1965年开工处）。该医院起初隶属中华人民共和国电子工业部（1988至1993年间为中华人民共和国机械电子工业部），后隶属中华人民共和国信息产业部。1985年，该院中医主任医师糜纬真曾与承德市中药厂合作开发“颈复康冲剂”，承德中药厂由此打响知名度，几经改制后更于2003年以此药之名更名为“颈复康药业”。
2003年4月10日，北京玉泉医院和北京酒仙桥医院都划归清华大学。2003年并入清华大学之后，适逢非典疫情，两所医院相继被指定为北京市收治非典的定点医院。2004年4月23日，北京玉泉医院更名为清华大学玉泉医院（清华大学第二附属医院）并挂牌。
2020年12月26日，该院加挂“清华大学中西医结合医院”牌子。2024年5月，经北京市中医药管理局评审、国家中医药管理局核准，清华大学玉泉医院（清华大学中西医结合医院）的级别由二级甲等医院变更为三级甲等中西医结合医院，清华大学医学院附属医院中没有三级甲等医院的局面由此结束。
该医院设有“清华大学临床神经科学研究院”和“脑神经疾病研究所”两个神经科学研究机构，主办国家级杂志《Translational Neuroscience and Clinics（英文）》。
该医院的重点学科是脑科中心，由神经外科、神经内科、精神卫生科组成，是清华大学医学院博士后流动站及博士学位授予点，也是清华大学生命科学与医学研究院脑科学与神经疾病研究所的临床治疗中心。

## 历任院长
1. 左焕琮（2003年—2016年）[5]
2. 张玉琪（2016年—）